# 野薔薇
野薔薇，是日本純種競賽馬匹。生涯主要活躍於短途至一哩賽事，曾於2014年贏得春季錦標，亦於其後勝出阪神盃。

## 出賽前
2011年4月18日出生於北海道千歲市社台牧場，成長途中於一口馬主俱樂部進行馬主募集。
其後交由栗東訓練中心練馬師藤澤和雄訓練。

## 競賽生涯

### 2歲
2013年7月7日出戰函館競馬場2歲新馬戰，維持於中團位置下未能於直路突破，最終以第五落敗。
3個月後出戰2歲未勝利戰，繼續採用居中戰術下於直路順利加速，最終以2馬位優勢戰勝對手取得首勝。
11月24日出戰條件戰秋海棠賞，於後方位置衝出下不敵勢頭更利的湘南巨輪，最終以1/2馬位差距落敗。

### 3歲
2014年首戰出戰3歲500萬獎金以下條件，於比賽途中維持穩定的走勢，進入直路後隨即加速超越前方對手，最終順利贏得賽事。
3月23日首次挑戰分級賽並出戰春季錦標，初段選擇於靠後位置推進下在對面直路開始變奏，不斷爬升之下於最後彎道時進佔第三的位置。進入直路後，其以較為輕鬆的姿態透出並取得領先，及後繼續維持衝刺保持速度，最終力退外檔猛追的Asia Express取得首個分級賽冠軍。
然而其後出戰皋月賞，比賽途中一直保持於中團位置推進下未能於直路發揮衝刺力，最終以第十大敗。
5月11日重返一哩戰線出戰NHK一哩賽，比賽初段因為漏閘而選擇保持於最後方位置推進，並於比賽途中一直維持於此。進入直路後，其抽出外檔位置望空並不斷奔襲，但最終仍然未能扭轉劣勢，未能超越覓奇島、Tagano Burg及Kings of the Sun取得第四。
進入秋季後，其於10月出戰每日王冠並挑戰年長馬匹，但再度因為留後未能於直路修復失地，最終以第七落敗。
於富士錦標中其表現有所提升，維持於中前段位置下於直路稍為進佔有利位置，最終跑出不俗的速度下獲得第四。
其後以公開賽首都錦標作為目標，維持於馬群中央的位置下於直路順利加速衝刺，但被Shelby壓制下無法對對手造成威脅，最終以1/2馬位差距落敗。
年末出戰阪神盃，但未能維持上兩仗時候的表現，最終以第十五大敗。

### 4歲
2015年上半年仍然維持較為不穩的表現，出戰讀賣盃僅能跑獲第八，但其後有些微好轉下於蒙古國大總統賞及米子錦標中分別跑獲第五及第四。
稍為休養後於8月出戰朱鷺錦標，維持穩定的走勢下於直路嘗試加速突破，最終跑出不俗的速度下僅敗於天官賜福及Nishino Rush取得第二。
再度前往放草回歸後在11月出戰黃金盃，本次比賽選擇居中戰術下保持於約莫第九的位置，但於通過彎道時開始發力進佔有利位置。進入直路後，其於外檔位置繼續加速推進，於後半段取得優勢後仍然維持走勢，最終成功阻止Arbatax的追擊取得久違的勝利。
12月緊接出戰阪神盃，賽前落後大仁大勇及檀島沙槌取得第三人氣。比賽開始後，其選擇跟隨大仁大勇前進，保持於約莫第四的位置。進入直路系，其於中檔位置展開推進並不斷突破，於中段時經已彈離其他採取先行戰術的賽駒，最終亦能成功頂注外檔衝出的舞蹈總監的壓力，以鼻位險勝對手取得第二個分級賽冠軍。

### 5歲
2016年上半年主要處於休養狀態下，於5月復出出戰京王盃春季盃，維持於第六左右的位置下於直路開步衝刺，雖然一度有透出的跡象的，但可惜仍然被一對後上馬神燈光照及旭日主將超越以第三落敗。
其後出戰按照計劃出戰安田紀念但以第九大敗，下半年於其他賽事亦未有亮眼的表現。

### 6歲
進入2017年，其仍然維持低迷的狀態未能取得一勝。
11月12日，其出戰黃金盃，然而於直路上出現狀況被騎師湛明諾拉停，最終被判處比賽中止。
而於賽後進行詳細檢查中發現，其右淺趾肌腱有脱臼的跡象，判定為喪失比賽能力下最終退役。

### 詳細賽績
| 日期       | 舉辦國家 | 馬場 | 距離   | 級別 | 賽事名稱       | 負重 | 騎師     | 馬號 | 出馬 | 名次     | 時間     | 頭馬（二馬）      |
| ---------- | -------- | ---- | ------ | ---- | -------------- | ---- | -------- | ---- | ---- | -------- | -------- | ----------------- |
| 7/7/2013   | 日本     | 函館 | 草1800 |      | 2歲新馬        | 54   | 藤田伸二 | 5    | 08   | 4        | 1:56.1   | Sun Grass         |
| 6/10/2013  | 日本     | 東京 | 草1600 |      | 2歲未勝利      | 55   | 柴田善臣 | 9    | 12   | 1        | 1:35.7   | （Sakura Strom）  |
| 24/11/2013 | 日本     | 東京 | 草1600 |      | 秋海棠賞       | 55   | 柴田善臣 | 12   | 18   | 2        | 1:35.6   | 湘南巨輪          |
| 2/2/2014   | 日本     | 東京 | 草1800 |      | 3歲500萬以下   | 56   | 北村宏司 | 5    | 12   | 1        | 1:47.9   | （Oreichalkon）   |
| 23/3/2014  | 日本     | 中山 | 草1800 | GII  | 春季錦標       | 56   | 杜滿萊   | 2    | 15   | 1        | 1:48.4   | （Asia Express）  |
| 20/4/2014  | 日本     | 中山 | 草2000 | GI   | 皋月賞         | 57   | 柴田善臣 | 11   | 18   | 10       | 2:00.2   | 明媚島            |
| 11/5/2014  | 日本     | 東京 | 草1600 | GI   | NHK一哩賽      | 57   | 柴田善臣 | 4    | 18   | 4        | 1:33.3   | 覓奇島            |
| 12/10/2014 | 日本     | 東京 | 草1800 | GII  | 每日王冠       | 55   | 柴田善臣 | 11   | 15   | 7        | 1:45.6   | Air Saumur        |
| 25/10/2014 | 日本     | 東京 | 草1600 | GIII | 富士錦標       | 56   | 柴田善臣 | 4    | 16   | 4        | 1:33.3   | 善得福            |
| 30/11/2014 | 日本     | 東京 | 草1600 | OP   | 首都錦標       | 57   | 貝諾華   | 10   | 16   | 2        | 1:33.7   | Shelby            |
| 27/12/2014 | 日本     | 阪神 | 草1600 | GII  | 阪神盃         | 56   | 貝諾華   | 14   | 18   | 15       | 1:21.4   | 實際影響          |
| 26/4/2015  | 日本     | 京都 | 草1600 | GII  | 讀賣盃         | 56   | 岩田康誠 | 11   | 18   | 8        | 1:33.0   | 天行赤駿          |
| 23/5/2015  | 日本     | 東京 | 草1800 | OP   | 蒙古國總統賞   | 57   | 柴田善臣 | 16   | 17   | 5        | 1:45.0   | 神燈光照          |
| 21/6/2015  | 日本     | 阪神 | 草1600 | OP   | 米子錦標       | 56   | 松山弘平 | 8    | 10   | 4        | 1:34.3   | 醒目層次          |
| 30/8/2015  | 日本     | 新潟 | 草1400 | OP   | 朱鷺錦標       | 56   | 柴田善臣 | 16   | 17   | 3        | 1:20.7   | 天官賜福          |
| 15/11/2015 | 日本     | 東京 | 草1400 | OP   | 黃金盃         | 57   | 柴田善臣 | 4    | 18   | 1        | 1:21.7   | （Arbatax）       |
| 26/12/2015 | 日本     | 阪神 | 草1400 | GII  | 阪神盃         | 57   | 杜滿萊   | 13   | 17   | 1        | 1:21.4   | （舞蹈總監）      |
| 14/5/2016  | 日本     | 東京 | 草1400 | GII  | 京王盃春季盃   | 57   | 杜滿萊   | 1    | 16   | 3        | 1:19.8   | 神燈光照          |
| 5/6/2016   | 日本     | 東京 | 草1600 | GI   | 安田紀念       | 58   | 杜滿萊   | 3    | 12   | 9        | 1:33.6   | 標誌名駒          |
| 14/8/2016  | 日本     | 新潟 | 草1600 | GIII | 關屋紀念       | 57   | 杜滿萊   | 11   | 18   | 5        | 1:32.1   | 年輕力壯          |
| 9/10/2016  | 日本     | 東京 | 草1800 | GII  | 每日王冠       | 57   | 北村宏司 | 12   | 12   | 11       | 1:47.9   | 薑味烈酒          |
| 24/12/2016 | 日本     | 阪神 | 草1400 | GII  | 阪神盃         | 57   | 田邊裕信 | 3    | 15   | 5        | 1:22.1   | 逃學修治          |
| 26/2/2016  | 日本     | 阪神 | 草1400 | GIII | 阪急盃         | 56   | 四位洋文 | 5    | 12   | 9        | 1:22.7   | 擊鼓通話          |
| 13/5/2016  | 日本     | 東京 | 草1400 | GII  | 京王盃春季盃   | 56   | 柴田善臣 | 2    | 13   | 10       | 1:23.7   | 彎刀赤駿          |
| 13/8/2016  | 日本     | 新潟 | 草1600 | GIII | 關屋紀念       | 57   | 大野拓彌 | 5    | 16   | 7        | 1:32.7   | 馬國之巔          |
| 10/9/2016  | 日本     | 中山 | 草1600 | GIII | 京成盃秋季讓賽 | 57   | 杉原誠人 | 15   | 15   | 8        | 1:32.5   | Grand Silk        |
| 15/10/2016 | 日本     | 新潟 | 草1400 | OP   | 信越錦標       | 57   | 杉原誠人 | 12   | 14   | 6        | 1:21.1   | Apollo no Shinzan |
| 12/11/2016 | 日本     | 東京 | 草1400 | OP   | 黃金盃         | 57   | 湛明諾   | 7    | 16   | 比賽中止 | 比賽中止 | Tosho Piste       |

## 退役後
退役後，野薔薇並未入種，而是於千葉縣成田市綠之馬牧場休養，在2017年開始以乘騎馬身份工作。

## 血統簡介
父系富士奇蹟爲日本賽駒，生涯出戰四場賽事全勝，包含一級賽朝日盃三歲錦標，曾被看好可以達成無敗三冠的偉業，但於彌生賞後因傷退役，因而被稱爲「幻之三冠馬」。祖父週日寧靜爲美國三冠賽雙冠馬，退役後在日本配種，其子嗣贏得巨額獎金，連續12年成為日本冠軍種馬。
母系Turfrose為德國出生的意大利賽駒，生涯戰績不俗，曾勝出一級賽泰斯奧錦標。外祖父Big Shuffle為美國出生的愛爾蘭賽駒，曾勝出三級賽格陵蘭錦標、科克及奧尼爾錦標及德察殊錦標，亦於一級賽七月盃及福伊錦標中分別跑獲亞軍及季軍。

### 血統表
| 父線：週日寧靜系（Halo系）         |                            |                   |                  |
| 種馬 富士奇蹟 1992年（棕色）       | 週日寧靜 1996年（棕色）    | Halo              | Hail to Reason   |
| 種馬 富士奇蹟 1992年（棕色）       | 週日寧靜 1996年（棕色）    | Halo              | Cosmah           |
| 種馬 富士奇蹟 1992年（棕色）       | 週日寧靜 1996年（棕色）    | Wishing Well      | Understanding    |
| 種馬 富士奇蹟 1992年（棕色）       | 週日寧靜 1996年（棕色）    | Wishing Well      | Mountain Flower  |
| 種馬 富士奇蹟 1992年（棕色）       | Millracer 1983年（棗色）   | Le Fabuleux       | Wild Risk        |
| 種馬 富士奇蹟 1992年（棕色）       | Millracer 1983年（棗色）   | Le Fabuleux       | Anguar           |
| 種馬 富士奇蹟 1992年（棕色）       | Millracer 1983年（棗色）   | Marston's Mill    | In Reality       |
| 種馬 富士奇蹟 1992年（棕色）       | Millracer 1983年（棗色）   | Marston's Mill    | Millicent        |
| 繁殖雌馬 Turfrose 2004年（深棗色） | Big Shuffle 1984年（棗色） | Super Concorde    | Bold Reasoning   |
| 繁殖雌馬 Turfrose 2004年（深棗色） | Big Shuffle 1984年（棗色） | Super Concorde    | Prime Abord      |
| 繁殖雌馬 Turfrose 2004年（深棗色） | Big Shuffle 1984年（棗色） | Raise Your Skirts | Elevation        |
| 繁殖雌馬 Turfrose 2004年（深棗色） | Big Shuffle 1984年（棗色） | Raise Your Skirts | Strings Attached |
| 繁殖雌馬 Turfrose 2004年（深棗色） | Turfquelle 1993年（棗色）  | Shaadi            | 單色             |
| 繁殖雌馬 Turfrose 2004年（深棗色） | Turfquelle 1993年（棗色）  | Shaadi            | Tania            |
| 繁殖雌馬 Turfrose 2004年（深棗色） | Turfquelle 1993年（棗色）  | Thekla            | Prince Ippi      |
| 繁殖雌馬 Turfrose 2004年（深棗色） | Turfquelle 1993年（棗色）  | Thekla            | {{{mmmm}}}       |
| 雌系：號族：8-b                    |                            |                   |                  |
| 五代內近親交配：無                 |                            |                   |                  |

## 命名由來
名字Rosa Gigantea（ロサギガンティア）為薔薇科薔薇屬中的一種植物，聯想自母系Turfrose之名字，香港則取「野薔薇」為翻譯。

## 外部連結
- 野薔薇 netkeiba.com （页面存档备份，存于）
- 血統表